# Gioacchino Cocchi
Gioacchino Cocchi (1715 nebo 1720 Padova nebo Neapol? – 1804 Benátky) byl italský hudební skladatel.

## Život
Datum a místo narození není zcela zřejmé. François-Joseph Fétis uvádí jako místo narození Padovu a rok 1720. Podle současných hudebních historiků se narodil spíše v Neapoli okolo roku 1715. Studoval na konzervatoři S. Maria di Loreto u Giovanni Veneziana
Jeho první opera La Matilde byla uvedena v roce 1739 v Teatro de'Fiorentini v Neapoli a v roce 1743 byla jeho druhá opera Adelaide hrána při karnevalu v Římě. Rychle si získal solidní pověst všestranného skladatele, jak v dramatickém, tak i v komediálním žánru. Cocchiho sláva rychle pronikla za hranice a jeho díla byla uvedena na scénách v Londýně, Paříži i v Berlíně.
V roce 1749 přesídlil do Benátek, kde až do roku 1757 působil jako maestro di cappella v nemocnici pro nevyléčitelně nemocné (Ospedale degli incurabili). V roce 1757 odešel do Londýna, na pozvání Colomba Mattei, impresaria italské opery v královském divadle v Haymarket. V této funkci působil do roku 1762, kdy ho vystřídal Johann Christian Bach. Uváděl tam své opery se střídavým úspěchem. Úspěšnější byl jako učitel hudby, zejména zpěvu. V Londýně také publikoval řadu svých instrumentálních skladeb.
V roce 1773 se vrátil do Benátek a pokračoval v práci jako sbormistr na konzervatoři. Zemřel v Benátkách v roce 1804.

## Dílo

### Opery
(včetně pasticcií)
- La Matilde (comedia per musica, libreto Antonio Palomba, 1739 Neapol, Teatro de' Fiorentini)
- Adelaide (dramma per musica, libreto Antonio Salvi, 1743 Řím, Teatro Alibert o delle Dame)
- L'Elisa (commedia per musica, libreto Antonio Palomba, 1744 Neapol, Teatro de' Fiorentini)
- L'Irene (commedia per musica, libreto Domenico Canicà, 1745 Neapol, Teatro de' Fiorentini)
- L'ipocondriaco risanato (intermezzo, libreto Carlo Goldoni, 1746 Řím, Teatro Valle)
- Bajazette (dramma per musica, libreto Agostino Piovene 1746 Řím, Teatro Alibert o delle Dame)
- I due fratelli beffati (commedia per musica, libreto Eugenio Pigrugispano, 1746 Neapol, Teatro Nuovo sopra Toledo)
- La maestra (commedia per musica, libreto Antonio Palomba, 1747 Neapol, Teatro Nuovo sopra Toledo)
- Merope (dramma per musica, libreto Apostolo Zeno, Neapol, Teatro San Carlo)
- Siface (dramma per musica, libreto Pietro Metastasio 1749 Neapol, Teatro San Carlo)
- Arminio (dramma per musica, libreto Antonio Salvi 1749 Řím, Teatro di Torre Argentina)
- La serva bacchettona (commedia per musica, libreto Antonio Palomba 1749 Neapol, Teatro de' Fiorentini)
- La Gismonda (commedia, libreto Antonio Palomba 1750 Neapol, Teatro de' Fiorentini)
- Bernardone (commedia, libreto Antonio Palomba 1750 Palermo, Teatro privato Valguarner)
- Siroe, re di Persia (dramma per musica, libreto Pietro Metastasio, 1750 Benátky, Teatro San Giovanni Grisostomo)
- La mascherata (dramma comico, libreto Carlo Goldoni Benátky, Teatro Tron di San Cassiano)
- Le donne vendicate (dramma comico, libreto Carlo Goldoni, 1751 Benátky, Teatro Tron di San Cassiano)
- Nitocri (dramma per musica, libreto Apostolo Zeno, 1751 Turín, Teatro Regio)
- Sesostri, re d'Egitto (dramma per musica, libreto Apostolo Zeno a Pietro Pariati, 1752 Neapol, Teatro San Carlo)
- Il tutore (commedia, libreto Vincenzo Puccinelli, 1752 Řím, Teatro Valle)
- Il finto cieco (melodramma, libreto Pietro Trinchera, spolupráce Pasquale Errichelli, 1752 Neapol, Teatro Nuovo sopra Toledo)
- La serva astuta (commedia per musica, libreto Antonio Palomba podle Goldoniho,spolupráce Pasquale Errichelli, 1753 Neapol, Teatro de' Fiorentini)
- Semiramide riconosciuta (dramma, libreto Pietro Metastasio, 1753 Benátky, Teatro Tron di San Cassiano)
- Rosmira fedele (dramma, libreto Silvio Stampiglia 1753 Benátky, Teatro Grimani di San Samuele)
- Il pazzo glorioso (dramma giocoso, libreto Antonio Villani, 1753 Benátky, Teatro Tron di San Cassiano)
- Il finto turco (commedia, libreto Antonio Palomba, spolupráce Pasquale Errichelli, 1753 Neapol, Teatro de' Fiorentini)
- Le nozze di Monsù Fagotto (intermezzo, libreto Angelu Lunghi, spolupráce,Giovanni Battista Pescetti, 1754 Řím, Teatro Valle)
- Tamerlano (dramma, libreto Agostino Piovene, 1754 Benátky, Teatro Grimani di San Samuele)
- Demofoonte (dramma per musica, libreto Pietro Metastasio, 1754 Benátky, Teatro Vendramin a San Salvatore)
- Li matti per amore (dramma giocoso, libreto Genuaro Antonio Federico, 1754 Benátky, Teatro Grimani di San Samuele)
- Il terrazzano intermezzi per musica (1754 Florencie, Teatro del Cocomero)
- Il cavaliere errante (opera buffa, libreto Agostino Medici, 1755 Ferrara, Teatro Bonacossi)
- Andromeda (dramma per musica, libreto Vittorio Amadeo Cigna-Santi,1755 Turín, Teatro Regio)
- Artaserse (dramma per musica, libreto Pietro Metastasio, 1755 Reggio Emilia, Teatro Moderno)
- Zoe (dramma per musica, libreto Francesco Silvani, 1755 Benátky, Teatro San Benedetto)
- Emira (dramma per musica, 1756 Milán, Regio Ducal Teatro)
- Farsetta in musica (commedia, libreto Lunghi?, 1757 Bologna, Teatro Marsigli-Rossi)
- Demetrio, re di Siria (dramma per musica, libreto Pietro Metastasio, 1757 Bologna, Teatro Marsigli-Rossi)
- Zenobia (dramma per musica, libreto Metastasio,. 1758 Bologna, Teatro Marsigli-Rossi)
- Issipile (dramma per musica, libreto Metastasio, 1758 Bologna, Teatro Marsigli-Rossi)
- Ciro riconosciuto (dramma per musica, libreto Metastasio, 1759 Bologna, Teatro Marsigli-Rossi)
- La clemenza di Tito (dramma per musica, libreto Metastasio, 1760 Bologna, Teatro Marsigli-Rossi)
- Erginda (dramma per musica, libreto Matteo Noris, 1760 Bologna, Teatro Marsigli-Rossi)
- Tito Manlio (dramma, libreto Matteo Noris), 1761 London, King's Theatre)
- Alessandro nelle Indie (dramma, libreto Pietro Metastasio, 1761 Londýn, King's Theatre)
- Le nozze di Dorina (dramma giocoso, libreto Carlo Goldoni,1762 Londýn, King's Theatre)
- La famiglia in scompiglio (dramma giocoso, libreto Giovan Gualberto Bottarelli, 1762 Londýn, King's Theatre)

### Oratoria
(provedena vesměs v Ospedale degli incurabili v Benátkách)
- Petri contritio in Passione Domini Nostri Iesu Christi recindenda (1754)
- Sacer dialogus Divini Amoris et Sanctae Fidei (1754)
- Noe (1757)
- Mons divinae claritatis (1757)
- Divinae hipostasis encomium (1784)

### Další skladby
Komponoval také velké množství instrumentální hudby, která byla většinou publikována v Londýně:
- Divertimenti per musica vocale ed istrumentale,a voce sola,e a due,da potersi eseguire conaccompagnamenti,e senza: come ancora peruso di varie sorti d'istrumenti a solo,a due,e atre..., (1759)
- Sixteen songs and duets with a thorough bass for the harpsichord,also adaptedfor the violin,hautboy,german flute,guitarand violoncello... (1763)
- Six duettos for two voices with accompanymentsfor violins or german flutes… (1764)
- Fifteen duets for voices & harpsichord (1765)
- Nuova collezione per musica vocale,consistente in molticanoni,catchs,terzetti e bacchanali (1765)
- Twelve Italian glees for twoor three voices after the manner of the CatchClub (1770)
- Six ouvertures avec deuxviolons,violoncello et un partie exprès pur leclavecin (1760)
- Six duets for two violoncello's ... (1764)
- Twenty minuets for the german flute,violin or harpsichord
- A new production of twenty minuets for the violin, harpsichord, hautboy,or germanflutes... (1763).
- Sinfonia a due mandolini e Basso